# 赫思鎮區 (阿肯色州聖弗朗西斯縣)
赫思鎮區（英語：Heth Township）是位於美國阿肯色州聖弗朗西斯縣的一個行政鎮區。

## 地方資料
赫思鎮區的面積為182.87平方千米，當中陸地面積為181.99平方千米，而水域面積為0.88平方千米。根據2010年美國人口普查的數據，當地共有人口576人，而人口密度為每平方千米3.15人。